# Oidardis nigra
Oidardis nigra là một loài ruồi trong họ Asilidae. Oidardis nigra được Hull miêu tả năm 1962.